# Вісник українського відділу Народного Комісаріату справ національних
«Вісник українського відділу Народного Комісаріату справ національних» — офіційний орган українського відділу Наркомнац РСФРР, створеного у листопаді 1917 на базі Обласного українського комісаріату Петроградської ради робітничих депутатів. За первинним задумом мав бути україномовним щотижневиком. Видавався 1918–22 нерегулярно. Здійснював більшовицьку агітацію і пропаганду як серед українців у Росії, так і на теренах України. Регулярно висвітлював діяльність структур українського відділу Народного комісаріату національностей РСФРР (відділ біженців, загального зв'язку, політичної еміграції, культурно-просвітницького); друкував українською мовою основні законодавчі постанови більшовицького уряду (зокрема Конституцію РСФРР, Декларацію прав народів Росії), а також основні події культурного життя українців у Росії (відкриття пам'ятника Т.Шевченкові в Москві та ін.). З перших номерів регулярно друкувалися статті під рубрикою "Історія революції на Україні за 1917– 18 рр.", в яких популяризувався ленінський погляд на розвиток національного революційного руху. В рубриках "На роздоріжжі", "Політична хроніка", "Що діється на Вкраїні" подавалися основні політичні події за часів Української Держави, австро-німецьких військ контролю над територією України 1918, Директорії. За жанром більшість з цих матеріалів – політичні фейлетони.